# Пештера (Брашов)
Пештера (рум. Peștera) насеље је у Румунији у округу Брашов у општини Мојечу. Oпштина се налази на надморској висини од 1102 m.

## Становништво
Према подацима из 2002. године у насељу је живело 564 становника, од којих су сви румунске националности.